# درزیکلابزرگ
درزیکلابزرگ، روستایی از توابع بخش لاله‌آباد شهرستان بابل در استان مازندران ایران است.

## جمعیت
این روستا در دهستان کاری‌پی قرار دارد و براساس سرشماری مرکز آمار ایران در سال ۱۳۸۵، جمعیت آن ۷۶۵ نفر (۲۰۴خانوار) بوده‌است.